# Mohamed Ould Cheikh M'Kheitir
Cheick Mohamed M'Kheitir est un blogueur Mauritanien condamné à mort pour apostasie en décembre 2014, avant que sa peine soit réduite en appel.

## Biographie
Mohamed Cheikh Ould M'Kheitir est né en 1985 à Nouadhibou, au nord de la Mauritanie, dans une famille composée de deux frères et une sœur. Fils de Mohamed Ould M'Kheitir, préfet de la ville de Nouadhibou, il reçoit dès son enfance une éducation religieuse approfondie, incluant la mémorisation du Coran ainsi que d'autres textes islamiques.
Poursuivant ses études dans le système scolaire classique mauritanien, Mohamed Cheikh obtient une maîtrise en économie. C’est au cours de son parcours universitaire qu’il s’est passionné pour les questions sociales et rejoint un mouvement étudiant engagé. Parallèlement à cela, il utilise l’écriture comme moyen d’expression évoquant les questions liées à la discrimination subie par certaines groupes sociaux ainsi que l’esclavage moderne présente en Mauritanie.
Après ses études, Mohamed Cheikh Ould M'kheitir devient ingénieur dans une société minière dans sa ville natale, Nouadhibou.

## Arrestation

### Faits
En décembre 2013, la mouvance islamiste s'est déployée sur les réseaux sociaux pour faire la chasse aux apostats et à l'athéisme. Cheick Mohamed M'kheitir est pris dans cette battue le mois suivant et e0n est devenu le bouc-émissaire. M'kheitir a écrit et publié sur les réseaux sociaux un texte considéré comme blasphématoire à l'encontre du prophète Mahomet avec pour titre religion et religiosité pour les forgerons. Dans ce article, il soutient que les classes dirigeantes mauritaniennes ont utilisé des épisodes de la vie du prophète Muhammad pour justifier la discrimination raciale et l’esclavage. M'kheitir assure que son texte a pour vocation de défendre les droits de l'homme de la caste des forgerons à laquelle sa famille appartient. Il affirme dans ses écrits que les castes qui sont des groupes méprisés pour leurs métiers manuels dans la société mauritanienne n'ont pas de fondement religieux. M'kheitir ne renonce pas pour autant à sa foi, mais l’association des oulémas et le forum des imams l'accusent tout de même d'apostasie devant le Tribunal de Nouadhibou, qui accepte l’affaire et ordonne son arrestation.
Lorsque le parquet de Nouadhibou prononce le délai de 3 jours pour se repentir avant condamnation à mort, lui se fait expulser par la famille de sa femme et son mariage devient caduc pour crime d'apostasie. Il est renvoyé de son travail et harcelé par ses collègues. Malgré son repenti formulé dans les 3 jours, le juge d'instruction choisit de poursuivre avec la procédure criminelle engagée. Le 25 décembre 2014, il publie sa réaction aux événements sur le site chezvlane.com. Il rappelle que les écrits pour lesquels il est condamné ne font que insinuer que la violence des forgerons envers le prophète sont le fruit de l'intervention inopinée d'autres castes dans les interprétations des écrits.

### Jugement
Il est arrêté le 2 janvier 2014 mais son procès s'ouvre le 23 décembre 2015. Depuis son arrestation, des manifestations se sont déroulées pour demander sa mort. Les avocats commis d'office se sont désistés et les différents partis politiques du pays ont appelé ouvertement à sa condamnation, y compris le président de la république Mohamed Ould Abdel Aziz. Le 24 décembre, après un très court procès, M’kheitir est condamné à mort en vertu de l'article 306 du code pénal mauritanien. Cette condamnation est accueillie par des manifestations de joie de la foule rassemblée dans les rues.S'adressant au conseil des droits de l'homme (CDH) des Nations unies en tant que représentant de l'union internationale humaniste et éthique, Kacem el ghazzali a mis en avant le cas de M'kheitir, auquel l'ambassadeur mauritanien auprès du CDH a répondu que M'kheitir avait été arrêté pour sa propre sécurité. Le diplomate aurait également insisté sur le fait qu'il n'y a pas lieu de parler de peine de mort.
Le 21 avril 2016, la cour d'appel change le statut de son crime d'apostasie à mécréance, ce qui redonne un espoir pour ses soutiens. Dans la même année mais en décembre, le père de Mohamed Cheikh Ould M'kheitir, Mohamed Ould M'kheitir demande pour son fils l'asile politique en France.
Le 9 novembre 2017, la cour d'appel de Nouadhibou ramène sa peine à deux ans de prison et 60 000 ouguiyas d'amende. Alors que M'kheitir avait déjà passé plus de trois ans en prison, il n'est pas libéré, mais transféré en isolement dans un lieu tenu secret. Cette détention illégale est dénoncée jusqu'à aujourd'hui par plusieurs ONG.

### Soutiens
Mariem Mint Derwich, journaliste et blogueuse mauritanienne, dénonce sur sa page Facebook la peine capitale à la suite de sa prononciation.Il est aussi soutenu par la militante pour les droits de l'homme Aminetou Mint El-Moctar, immédiatement visée par une fatwa de mort de la part de Yadhih Ould Dahi, chef du courant islamiste radical Ahbab Errassoul (Les amis du Prophète), et l'Organisme Initiative pour la résurgence du mouvement abolitionniste (IRA), qui lutte contre l'esclavage. Madame Fatimata Mbaye, présidente de l’Association mauritanienne des droits humains (AMDH), rappelle que cette condamnation pour apostasie est la première prononcée par la justice du pays depuis son indépendance (1960). Mohamed Cheikh Ould M'Kheitir est également soutenu par l'ACAT, l'Action des chrétiens pour l'abolition de la torture, qui réclame sa libération immédiate.

## Post-arrestation
Fin avril 2018, le gouvernement mauritanien a adopté une nouvelle législation relative au blasphème, renforçant considérablement les sanctions prévues. Cette loi prévoit notamment que les personnes accusées de blasphème, puissent être passibles de la peine de mort. Cette mesure a suscité une opposition de la part de vingt-et-une organisations nationales et internationales, parmi lesquelles la présidente du Center for Inquiry, Robyn Blumner, qui a exprimé ses préoccupations lors du conseil des droits de l’homme des Nations unies. 
Le 30 juillet 2019, Fatimata Mbaye, avocate de Mohamed Cheikh Ould M'kheitir, ainsi que l’organisation reporters sans frontières ont annoncé sa libération. Bien qu’il ne soit plus détenu à Nouakchott, Mbaye a précisé que M'khaitir n 'est pas totalement libre de tout mouvement. par la suite, M'kheitir a remercié toutes les organisations qui ont mené campagne en sa faveur depuis son arrestation en janvier 2014.En octobre 2019, l’Agence France Presse a rapporté que Mohamed Cheikh Ould M'kheitir avait entamé une nouvelle vie à Bordeaux, en France. Là-bas, il poursuit son engagement avec en appui la langue française qu’il a acquise durant sa détention.

### Articles liés
- Apostasie dans l'islam
- Apostasie dans l'islam au regard des droits de l'homme